# David Presto
David Presto ist ein US-amerikanischer Maskenbildner und Friseur.
Er arbeitete 2024 an dem Film A Different Man von Regisseur Aaron Schimberg, wofür er bei der Oscarverleihung 2025 zusammen mit Mike Marino und Crystal Jurado in der Kategorie Bestes Make-up und beste Frisuren nominiert wurde.

## Auszeichnungen (Auswahl)
- 2019: Primetime Emmy in der Kategorie Bestes Make-up und beste Frisuren für Fosse/Verdon[4]
- 2020: Hollywood Makeup Artist and Hair Stylist Guild Award in der Kategorie Bestes Make-up und beste Frisuren für Fosse/Verdon
- 2025: Oscar-Nominierung in der Kategorie Bestes Make-up und beste Frisuren für Emilia Pérez